# Dagens Nyheter

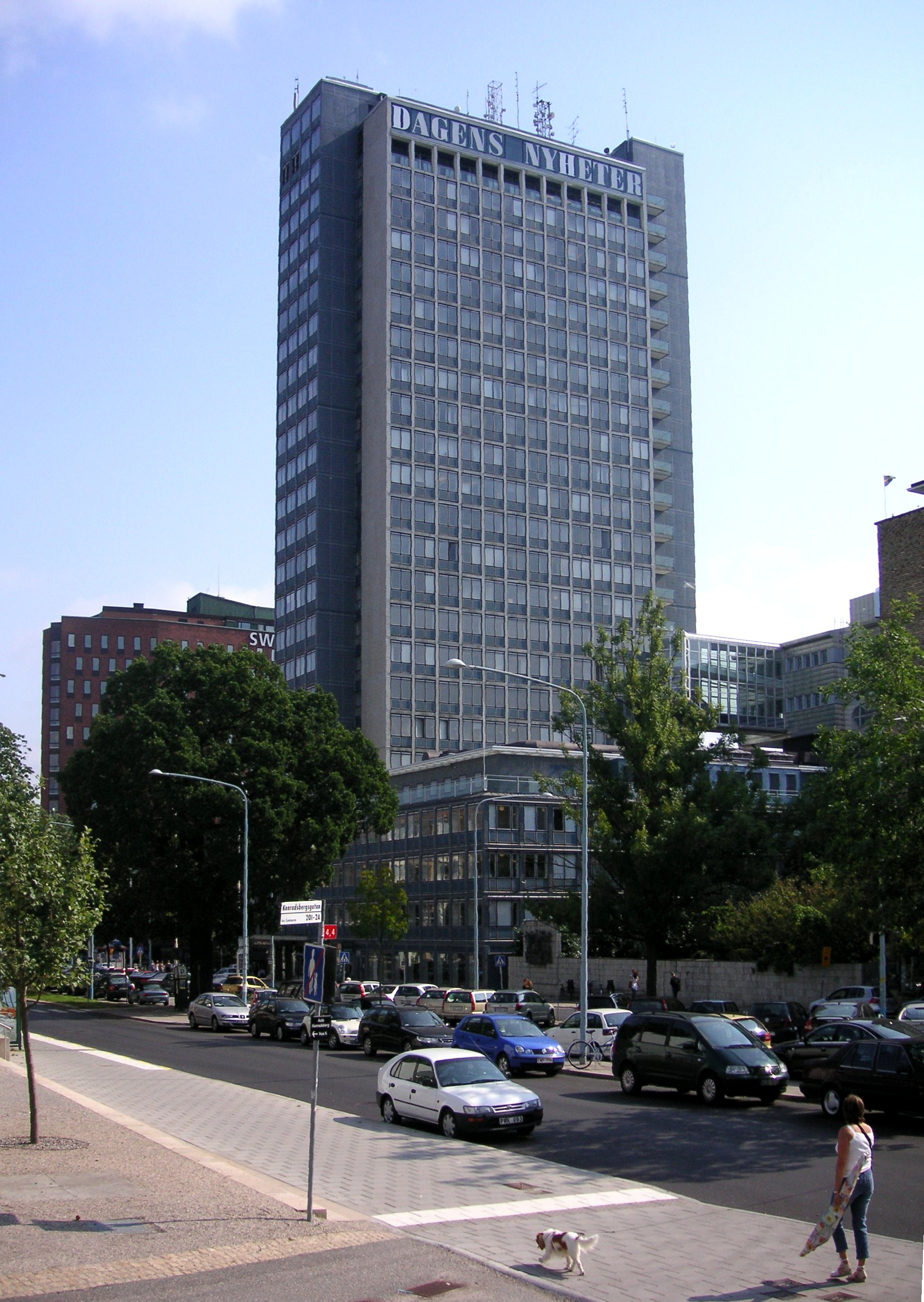
Het DN-gebouw in Stockholm, Zweden.

Dagens Nyheter (DN, letterlijk Nieuws van de Dag) is de grootste krant in Zweden en wordt uitgegeven in Stockholm. Vroeger (vanaf 1973) omschreef de krant zich als onafhankelijk, maar sedert 1998 noemt de krant zichelf onafhankelijk liberaal.
Dagens Nyheter heeft de grootste oplage van alle Zweedse kranten, gevolgd door Göteborgs-Posten en Svenska Dagbladet. 
Dagens Nyheter ging over van het klassieke grote formaat naar tabloid-formaat op 5 oktober 2004.
Oplage in 2003: 
Weekdagen: ca. 360 000 
Zondagen: ca. 400 000  
Februari 2013 maakte de toenmalige uitgever van Dagens Nyheter, Gunilla Herlitz, bekend dat Dagens Nyheter stopte met het openbaar maken van oplagecijfers. Ondanks protesten van o.a. branche-organisaties en een aantal adverteerders zette ze haar beslissing door. En op 9-8-2023 kan geconstateerd worden dat op lijsten  met oplagecijfers van Zweedse dagbladen Dagens Nyheter nog steeds ontbreekt. Zie bijvoorbeeld Kantar Audit Rapporter dagspress.   